# Sân bay quốc tế Satu Mare
Sân bay quốc tế Satu Mare (IATA: SUJ, ICAO: LRSM) là một sân bay ở tây bắc România, phục vụ đô thị Satu Mare. Sân bay này nằm trong một khu vực có mật độ sân bay cao, trong một bán kính 150 km có các sân bay: (BAY, OMR, CLJ).

## Các hãng hàng không và các tuyến điểm
- TAROM (Bucharest-Otopeni, Oradea)